# Camburg
Camburg ist ein Ortsteil der Stadt Dornburg-Camburg im Norden des Saale-Holzland-Kreises in Thüringen (Deutschland).

## Geografie
Camburg liegt an der Saale, auf halber Strecke zwischen Jena und Naumburg im Saaletal.

## Geschichte

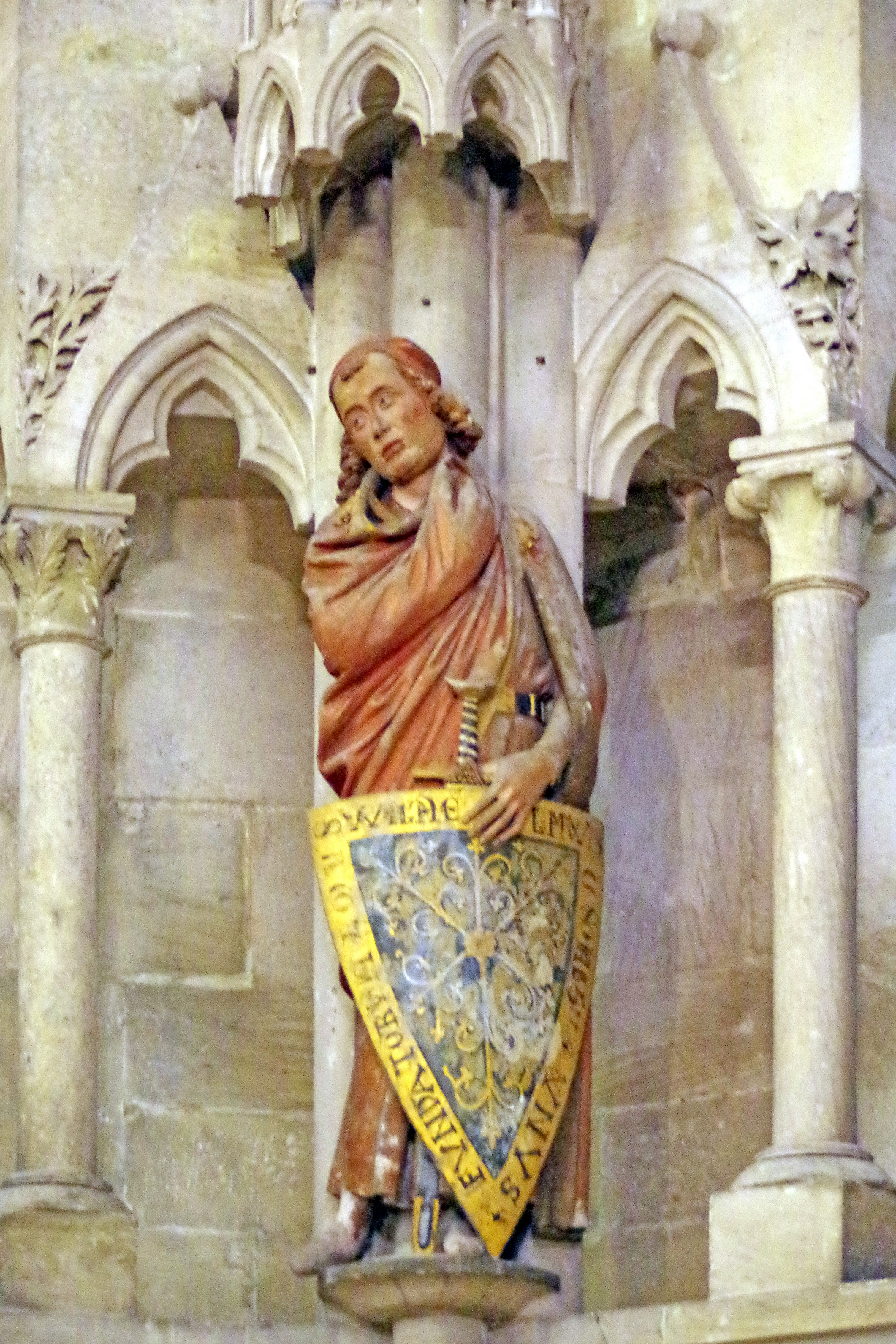
Naumburger Dom, Stifterfigur Wilhelm von Camburg

Zahlreiche archäologische Funde zeigen eine lange historische Besiedlung des Standortes Camburg und einen regen kulturellen Austausch. Die Siedlung wuchs bis zum Mittelalter an beiden Seiten des Saalestromes.
Zum Schutz und zur Kontrolle des Saaleübergangs der Handelsstraßen war der Bau einer Burg sicherlich Anlass und somit Voraussetzung zur Entwicklung der späteren Stadt Camburg. Auf der Gemarkung ließ sich eine slawische Siedlung beim Bau der Bahntrasse nachweisen.
Die bei Wolfgang Kahl aus Hölzers Chronik entnommene Nennung von Camburg im Jahr 1030 geht auf die Annahme zurück, dass sich bereits Graf Gero von Brehna (geboren ca. 1030) nach Camburg nannte – wobei allerdings nicht belegt ist, dass Geros Eltern bei seiner Geburt bereits im Besitz von Camburg waren. Ebenso fraglich ist eine in der Gosecker Chronik vermerkte Nachricht, die den Sohn Geros, Wilhelm, als Graf von Camburg nennt und sich grob in die Zeit nach 1089 einordnen lässt. Wahrscheinlich wurde diese Nachricht erst in der zweiten Hälfte des 12. Jahrhunderts verschriftlicht. Gero und seine Söhne Wilhelm, Dietrich und Günther werden Ende des 11. Jahrhunderts in zeitgenössischen Chroniken und einer Urkunde vor 1090 erwähnt, allerdings nie mit dem Zusatz Camburg. Aufgrund dieser Urkunde von 1090 wurde Wilhelm über 150 Jahre später als Stifterfigur ausgewählt. Der darin an Naumburg gestiftete Besitz in Stubi und Peteresberc befindet sich in der Gemarkung von Schmiedehausen.
Die erste Erwähnung des Ortes jenseits der Chroniken ist eine Niederschrift aus dem Umfeld des Klosters Reinhardsbrunn, die wohl ebenfalls in der Mitte des 12. Jahrhunderts verfasst und nachträglich auf das Jahr 1116 datiert wurde. Darin wird von Conrad von Wettin ein Waldstück in Lausnitz aus dem Erbe Wilhelms von Camburg an Reinhardsbrunn übergeben. Abgesehen vom Fehlen des Siegels und der Zeugen in dieser Urkunde hat damals weder Lausnitz bereits existiert noch ist später in Lausnitz der Besitz des Klosters Reinhardsbrunn belegbar. Daher besteht die Annahme, dass es sich dabei um eine Fälschung handelt. Somit stellt die Erwähnung eines Luf von Camburg im Jahr 1133 den ersten urkundlichen Nachweis für Camburg dar. Sollten bauhistorische Untersuchungen bestätigen, dass die wettinische Burg erst in der zweiten Hälfte des 12. Jahrhunderts errichtet wurde, stellt sich die Frage, ob die Wettiner nicht erst in dieser Zeit in den Besitz von Camburg gelangten. In unmittelbarer Nachbarschaft der Burg entstand im 12. Jahrhundert die Burgsiedlung. Wohl gegen Ende des 12. Jahrhunderts entwickelte sich auf Initiative der Wettiner eine Marktsiedlung westlich der Saale, die erstmals im Jahr 1219 urkundlich belegt ist. Unter den in der Mitte des 13. Jahrhunderts erschaffenen Stifterfiguren des Naumburger Doms befindet sich ein Graf Wilhelm, der mit dem in obigen Chroniken genannten Graf Wilhelm von Camburg identisch sein könnte. Von 1133 bis 1174 wurden in Urkunden des Bischofs von Naumburg Edle von Camburg erwähnt. Der Nachweis einer Münzstätte der Markgrafen von Meißen konnte bisher nicht erbracht werden, auch wenn dies mehrfach behauptet wird.
1197, 1218 und 1220 wurde Camburg während der Schmöllner Landtage unter Vorsitz von Albert von Droyssig gemeinsam mit Naumburg, Zeitz, Koesen und Cuculau dem Untergau Zurba des Landes Plisni zugeordnet.
Erstmals als Stadt, damals oppidum genannt, tritt Camburg im Jahr 1349/50 in Erscheinung. Auch für das 15. Jahrhundert sind solche Belege vorhanden. Im Jahr 1420 wurde ein Teil des Ortes als civitas und ein anderer Teil als sub castrum (wahrscheinlich der Teil direkt unter der „unteren“ Burg) erwähnt. Der älteste Teil Camburgs befindet sich auf der östlichen Saaleseite direkt unter der Burg (sub castrum, sub urbium); hier befand sich auch das im 12. Jahrhundert gegründete Chorherrenstift, welches kurz nach 1200 nach Eisenberg verlegt wurde. Die Stadt samt der dazugehörigen Pflege wurde längere Zeit durch Pfandinhaber verwaltet. Im Zuge des sächsischen Bruderkrieges wurde die Burg, die an die Herren Vitzthum verkauft war, belagert und geschleift. Dabei wurde wohl auch die Stadt stark in Mitleidenschaft gezogen, so dass selbst der Rechtsstatus davon betroffen war. In der zweiten Hälfte des 15. Jahrhunderts und im ersten Drittel des 16. Jahrhunderts wird Camburg als Dorf genannt. Erst gegen Mitte des 16. Jahrhunderts wird von einem Marktflecken gesprochen, welcher in der Gerichtsbarkeit vollständig dem Amt unterstand. Mit der Gründung des Herzogtums Sachsen-Altenburg 1603 muss es zu einer erneuten Stadtrechtsverleihung gekommen sein, die allerdings nicht belegt ist. Auch wenn die Gerichtsbarkeit weiterhin stark eingeschränkt war, finden sich nach 1603 erstmals Bürgermeister und ein Stadtrat.
Camburg war auch namensgebend für einen Verwaltungsbezirk unter den Wettinern, die diesen nach und nach ausbauten. 1404 trat mit Nicol Puster erstmals ein direkt vom Landesherrn eingesetzter Amtmann auf. Die beiden herzoglichen Ämter Dornburg und Camburg wurden bis ins 17. Jahrhundert gemeinsam verwaltet. Der Begriff „Grafschaft“, der vor allem von Chronisten des 18.–20. Jahrhunderts geprägt wurde und auf den Amtsbezirk Camburg im Volksmund übertragen wurde, ist eine Fehldeutung der historischen Verhältnisse. Die Erwähnung des Grafen Wilhelm von Camburg (vor 1116 als Graf genannt) bezieht sich zwar auf die Burg als Namensgeber, nicht aber auf das spätmittelalterliche Verwaltungsgebilde. Bis zur Schaffung dieses wettinischen Amtes Camburg war die Besitzstruktur der Gegend sehr differenziert (Reichsbesitz, Edelfreie, markgräfliche Ministeriale, geistliche Herren). Ein geschlossenes Amtsgebiet ist erst nach der Einführung der Reformation (1539) belegt.
Das bislang älteste noch erhaltene Verzeichnis der Einwohner der Stadt geht auf das erste Drittel des 15. Jahrhunderts zurück. Für 1569 ist ein Rat bezeugt, und seit 1580 gab es auch einen Bürgermeister. 1485 gelangte Camburg zusammen mit der Burg an die Albertiner und 1547 an die Ernestiner. Durch die folgende Zersplitterung kam die Stadt 1603 zu Sachsen-Altenburg. In den folgenden Jahrzehnten wechselte sie mehrmals den Besitzer: 1672 kam sie zu Sachsen-Gotha, 1680 zu Sachsen-Eisenberg, 1707 zu Sachsen-Gotha-Altenburg und schließlich 1826 als Exklave Camburg zum Herzogtum Sachsen-Meiningen. Seit 1922 ist sie Mittelpunkt der Kreisabteilung Camburg, die später im Landkreis Stadtroda aufging. Über den Kreis Jena-Land (1952–1994) kam es zum heutigen Saale-Holzland-Kreis.
1740 ging mit dem Brand des Rathauses (erbaut 1655) das gesamte Ratsarchiv verloren, so dass die Datenlage davor unsicher ist. Der Nachfolgebau von 1741 stand an der Ostseite des Marktes und erhielt 1862 einen neuen Eingang zum südlich gelegenen Neumarkt. Da das Rathaus den Ansprüchen der wachsenden Stadt nicht mehr genügte, wurde von 1888 bis 1890 in unmittelbarer Nähe das neue Rathaus mit Rathausgarten errichtet.
Im Jahr 1494 wird erstmals eine Saalebrücke in Camburg erwähnt. Eine frühere Holzbrücke stromabwärts an der Schöpfe ist sicherlich eine Legende, da sich dort vor dem 18. Jahrhundert weder Verkehrswege noch eine Bebauung nachweisen lassen. Ab dem 17. Jahrhundert sind zwei Gasthöfe in Camburg überliefert.
Im Spätmittelalter lag die Stadt vor allem an einer wichtigen Handelsstraße von Nordwest nach Südost, der Salzstraße, die von Stadtsulza (heute Bad Sulza) über Schmiedehausen, Camburg, Frauenprießnitz, Rauschwitz, Klosterlausnitz ins Vogtland und weiter nach Böhmen führte. Eine weitere wichtige Route kam von Dornburg über Würchhausen, Wichmar, Rodameuschel und ging nach Naumburg weiter.
Wo die älteste Kirche Camburgs stand, ist heute unbekannt. Sehr wahrscheinlich lag sie direkt in der Burg. Mit der Herausbildung der Siedlung am westlichen Saaleufer kam es dort wahrscheinlich Ende des 12. / Anfang des 13. Jahrhunderts zur Errichtung einer zweiten Kirche, die dem heiligen Laurentius geweiht wurde. Urkundlich wird diese im Jahre 1219 erstmals genannt. 1539 erfolgte die Reformation, womit des Patrozinium St. Laurentius seine Aufgabe verlor und in Vergessenheit geriet. Das Patronat der Kirche ging vom Kloster Eisenberg an den Landesherrn über.
Die Stadtkirche wurde während eines Gottesdienstes am 28. Juli 1701 durch einen Blitzschlag bis auf den Turm zerstört. 1709 wurde der Wiederaufbau beendet. Um 1818 kam die Amtsmühle zu Camburg in Privatbesitz. Damit hatte die Mühlenfron ein Ende. Zu dieser Zeit soll auch Goethe die Saalestadt einige Male besucht haben.
Zur Zeit der deutschen Befreiungskriege (1813–1815) diente Camburg häufig als Lager für Truppen aus den verschiedensten Teilen Europas. Sogar die Kirche diente als Kriegsgefangenenlager, in dem bis zu 600 Franzosen interniert waren. Aus einem Überblicksbericht vom 13. April 1819: „… einer seinen Geist darin aufgab, und hier begraben wurde, von diesen Gefangenen wurde dieses Heiligthum sehr verunreinigt und der dadurch verursachte große Gestank mit großer Mühe vertrieben.“
Bekanntheit erlangte der Fall des polnischen Soldaten Gabriel Iwan, der im Napoleonischen Heer mitkämpfte, danach aber in der Region Camburg blieb und mehrere Jahre um ein Heimatrecht kämpfte. Er gründete schließlich erfolgreich eine große Familie, die bis heute das Stadtbild prägt.
Die idyllische Stadt- und Flusslandschaft der Saaleschleife bei Camburg war beliebtes Motiv in der Zeit der Romantik. In ihrer Sammelmappe Die malerischen Ufer der Saale von Karl H.W. Münnich (Text) und Julius Fleischmann (Illustrationen) findet sich eine reizvolle Gesamtansicht von Camburg, die im Zeitraum von 1844 bis 1846 entstanden ist.

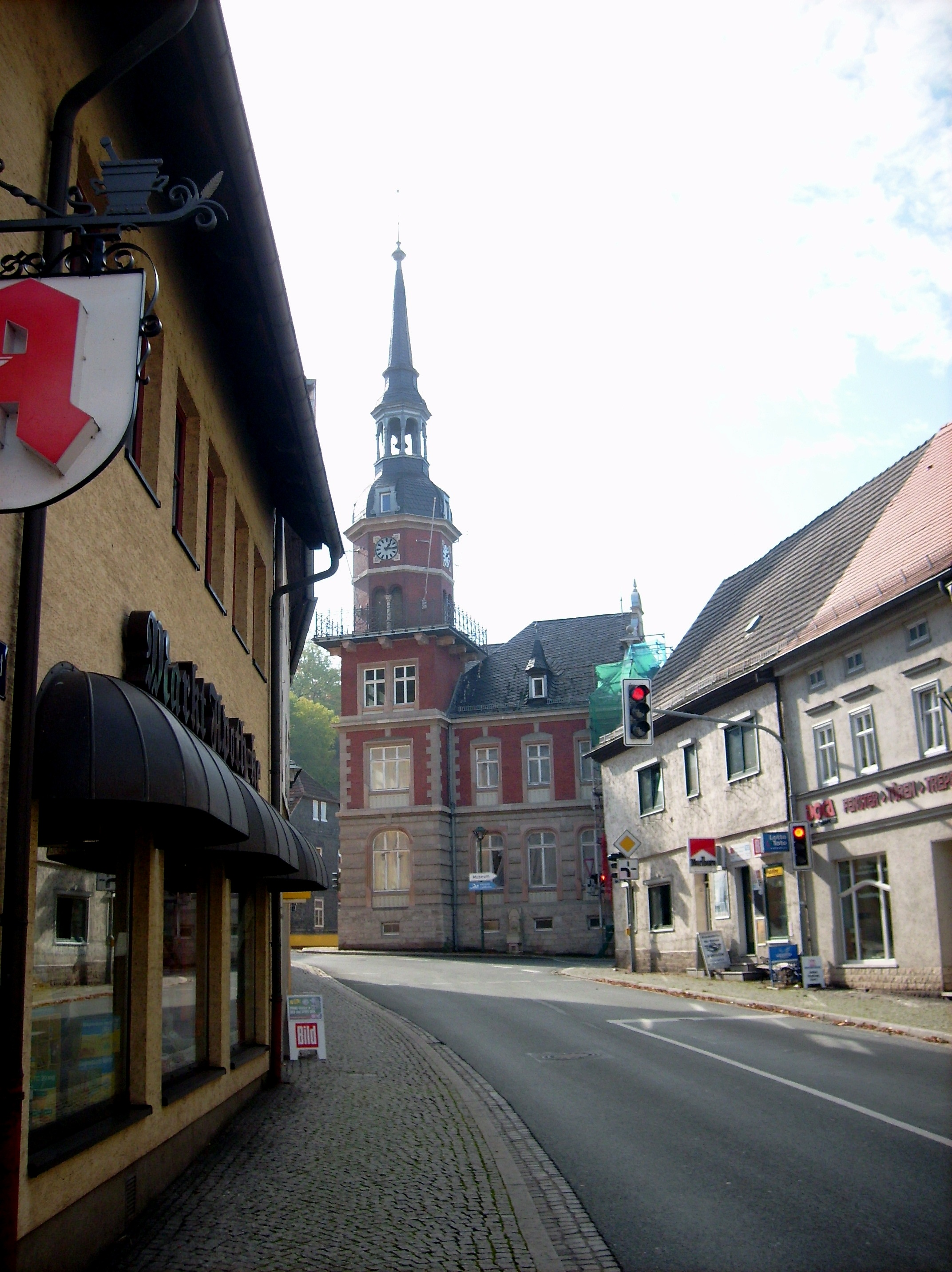
Blick auf das „neue“ Rathaus

Das 19. Jahrhundert brachte nach der Tilgung der Kriegsschulden in den ersten Jahrzehnten eine gute Entwicklung der Wirtschaft Camburgs und der umliegenden Dörfer. Auch das kulturelle und gesellschaftliche Leben erreichte durch zahlreiche Vereine und Gesellschaften wie den Turnverein, den Wandersängerbund, Amicitas und Concordia einen hohen Stand. So konnte die Stadt 1890 das neue Rathaus mit vielen Gesellschaftsräumen in Gebrauch nehmen. 1874 erhielt Camburg einen Anschluss an die Saalbahn der Saal-Eisenbahn-Gesellschaft, und seit 1880 organisierten sich die Arbeiter gewerkschaftlich. Ab 1890 kam es zu umfangreichen Ausbauarbeiten an den Gleisanlagen, und am 1. Mai 1897 wurde die Bahnstrecke Zeitz–Camburg eröffnet.
Im Ortsteil Tümpling erbaute der Gutsbesitzer Vogt 1847/1848 eine Zuckerfabrik. Die von Kaufmann Käsemattel zuvor am Nordrand der Stadt eröffnete Zuckerfabrik war bereits 1846 stillgelegt worden. Im Jahr 1870 gründete Wilhelm Bender die Freiwillige Feuerwehr. Ein Kriegerdenkmal für die Gefallenen des Deutsch-Französischen Krieges 1870/71 wurde am 1. September (Sedantag) 1895 am Platz des Friedens feierlich eingeweiht. Das Denkmal wurde nach 1945 entfernt und das steinerne sächsische Wappen über dem Eingang des ehemaligen Amtsgerichts abgeschlagen. Zu diesem Zeitpunkt hieß der Platz „Adolf-Hitler-Platz“. Heute steht an gleicher Stelle ein Denkmal, welches an die Opfer des Todesmarsches aus dem KZ Buchenwald erinnert, die im April 1945 durch den Ort getrieben wurden. Ein Telegraf wurde 1876 eingerichtet sowie 1900 das erste Telefon.

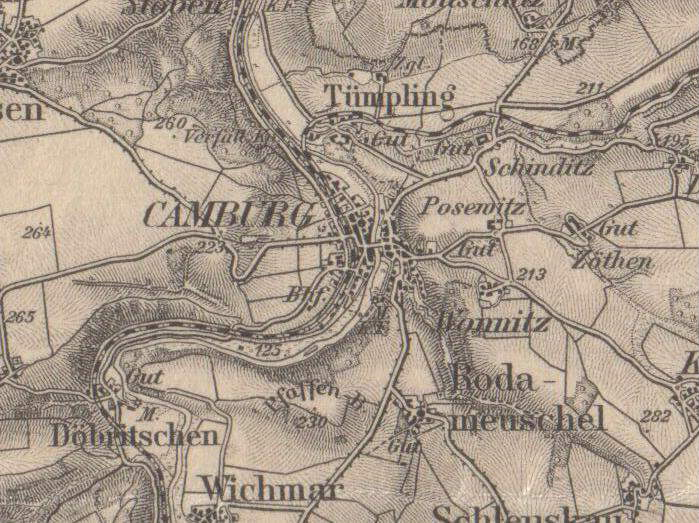
Karte von Camburg (1921)

In den ersten Jahrzehnten des 20. Jahrhunderts ging die Entwicklung – unterbrochen durch den Ersten Weltkrieg – nur langsam voran. Weitsichtige Bürger bemühten sich erfolglos, Camburg zu einem Erholungsort mit Kneippkurbad zu machen. Mühle und Lederfabrik hatten durch die Weltwirtschaftskrise Ende der zwanziger Jahre stark ums Überleben zu kämpfen. So stiegen die Einwohnerzahlen in diesen Jahrzehnten kaum über 3000 – eine Zahl, die auch heute nicht viel überschritten wird. Mit dem Bau eines Hochbehälters in Camburg am 16. Juli 1904 konnte am 18. Dezember 1904 das Hochdruck-Wasserwerk in Betrieb genommen werden. Am 11. November 1908 wurde der Gedenkstein für den Turnvater Jahn an der Camburger Turnhalle eingeweiht. Diese ist bis heute eine der ältesten Turnhallen Deutschlands. In diesem Jahr wurde auch das Elektrizitätswerk in Döbritschen eröffnet, das Camburg und die weitere Umgebung bis heute mit Strom versorgt.
Im Ersten Weltkrieg stellte die Stadt Camburg eine eigene Sanitätskolonne. Die im Krieg zum Einschmelzen abtransportierten Kirchenglocken aus Camburg und Umgebung wurden bereits 1921 wieder angeschafft. Die Wirtschaft der Stadt erfuhr einen Schicksalsschlag, als am 2. November 1928 ein Großteil der Anlagen der Zuckerfabrik niederbrannte.
In der Zeit des Nationalsozialismus fanden sich nach den ersten Repressionen und Verhaftungen engagierte Bürger zusammen, um Widerstand gegen das Naziregime zu leisten. Ein Mitglied der Neubauer-Poser-Gruppe aus Jena nahm Verbindung mit Camburger Kommunisten auf, die seit 1943 geheime Treffen in den Siebenstöckern abhielten. Magnus Poser fand bei dem Camburger Otto Hagenauer mehrmals Unterkunft. Während des Zweiten Weltkrieges mussten Kriegsgefangene aus Polen in der Landwirtschaft u. a. bei den Bauern Wolf und Reuße Zwangsarbeit verrichten. Das Grab eines polnischen Opfers befindet sich auf dem Friedhof. Von einem haltenden Bahntransport mit Häftlingen aus dem KZ Buchenwald wurde ein zunächst unbekannter toter Häftling zurückgelassen und später auf dem Friedhof begraben. Eine Schülergruppe ermittelte 1981 seine Identität, und bald erhielt seine Ruhestätte ein ehrendes Grabdenkmal.
Nach dem Zweiten Weltkrieg wurden Brauerei und Gerberei geschlossen. Die Schienen der Bahnstrecke in Richtung Zeitz wurden von den sowjetischen Besatzern demontiert und entfernt. Die letzte Kutsche wurde in Camburg bis nach 1949 von Rechtskonsulent Robert Geyer genutzt, um seine Klienten zu besuchen.
Bis heute zeichnet sich Camburg durch eine ausgeprägte und vielfältige Vereinskultur aus.
Seit dem 1. April 1999 gehörte Zöthen zur Stadt Camburg. Am 1. Dezember 2008 wurden die Stadt Dornburg/Saale und die Gemeinde Dorndorf-Steudnitz eingemeindet, woraufhin eine Stadt unter dem neuen Namen Dornburg-Camburg entstand. Auf Grund der Eingemeindung blieb als gemeinsames Wappen das Camburger Stadtwappen mit dem Heiligen Laurentius.

## Verkehr

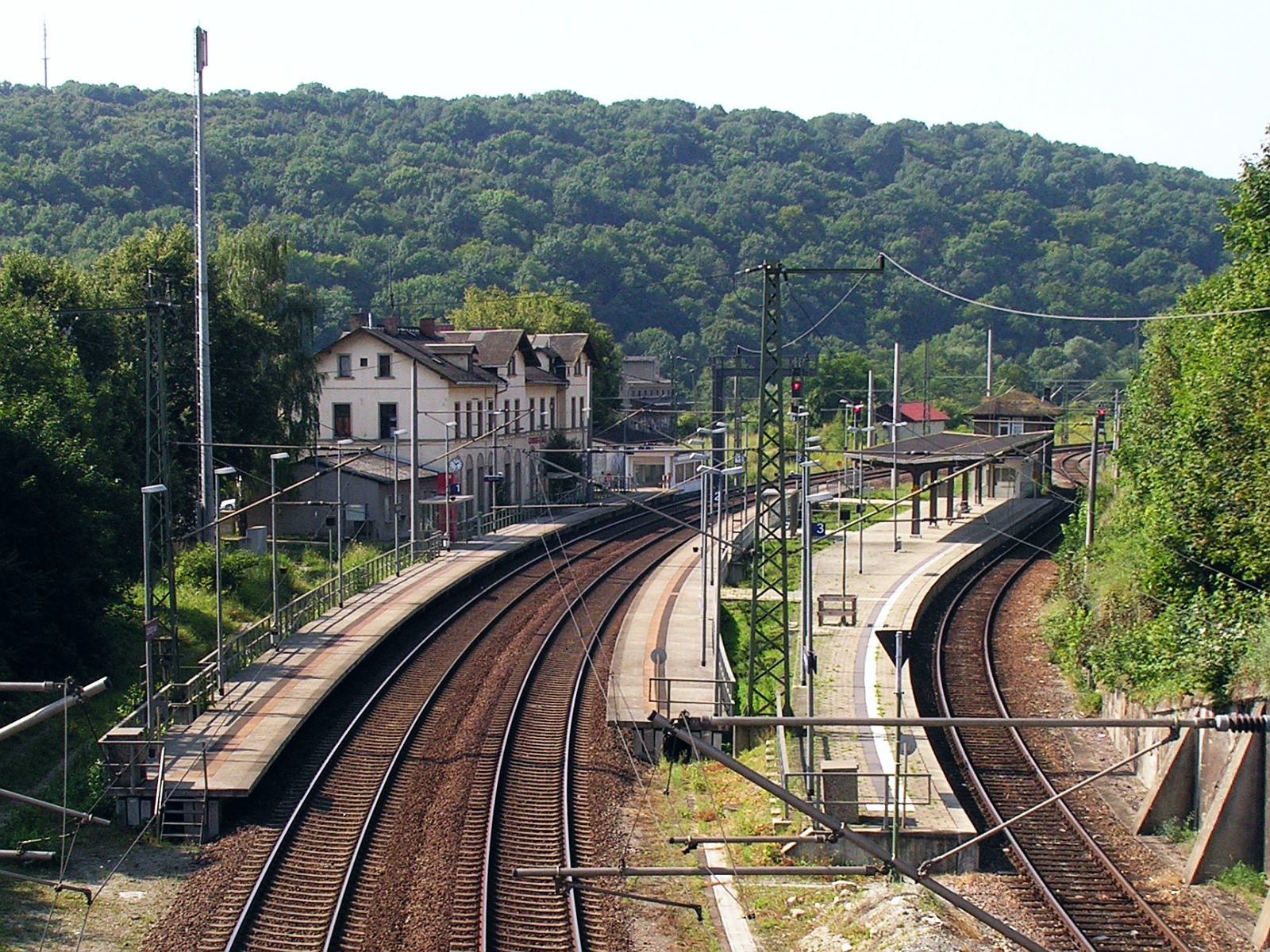
Bahnhof Camburg

Der Bahnhof Camburg (Saale) liegt an der Bahnstrecke Großheringen–Saalfeld (Saalbahn seit 1874) sowie an der stillgelegten Bahnstrecke Zeitz–Camburg.
Die Autobahn A 9 mit der ca. 20 km entfernten Anschlussstelle Droyßig (21 b) verläuft im Osten, die B 88 verläuft durch den Ort.
Der nächstgelegene Flugplatz ist der 25 km entfernte Verkehrslandeplatz Jena-Schöngleina.
Die Saale ist bei Camburg als Verkehrsweg nicht schiffbar (beschränkt schiffbar ab Unstrut-Einmündung); eine eingeschränkte Nutzung für Wassersport mit Kanu bzw. Kajak ist in der Region Dornburg-Camburg möglich.

## Burg Camburg

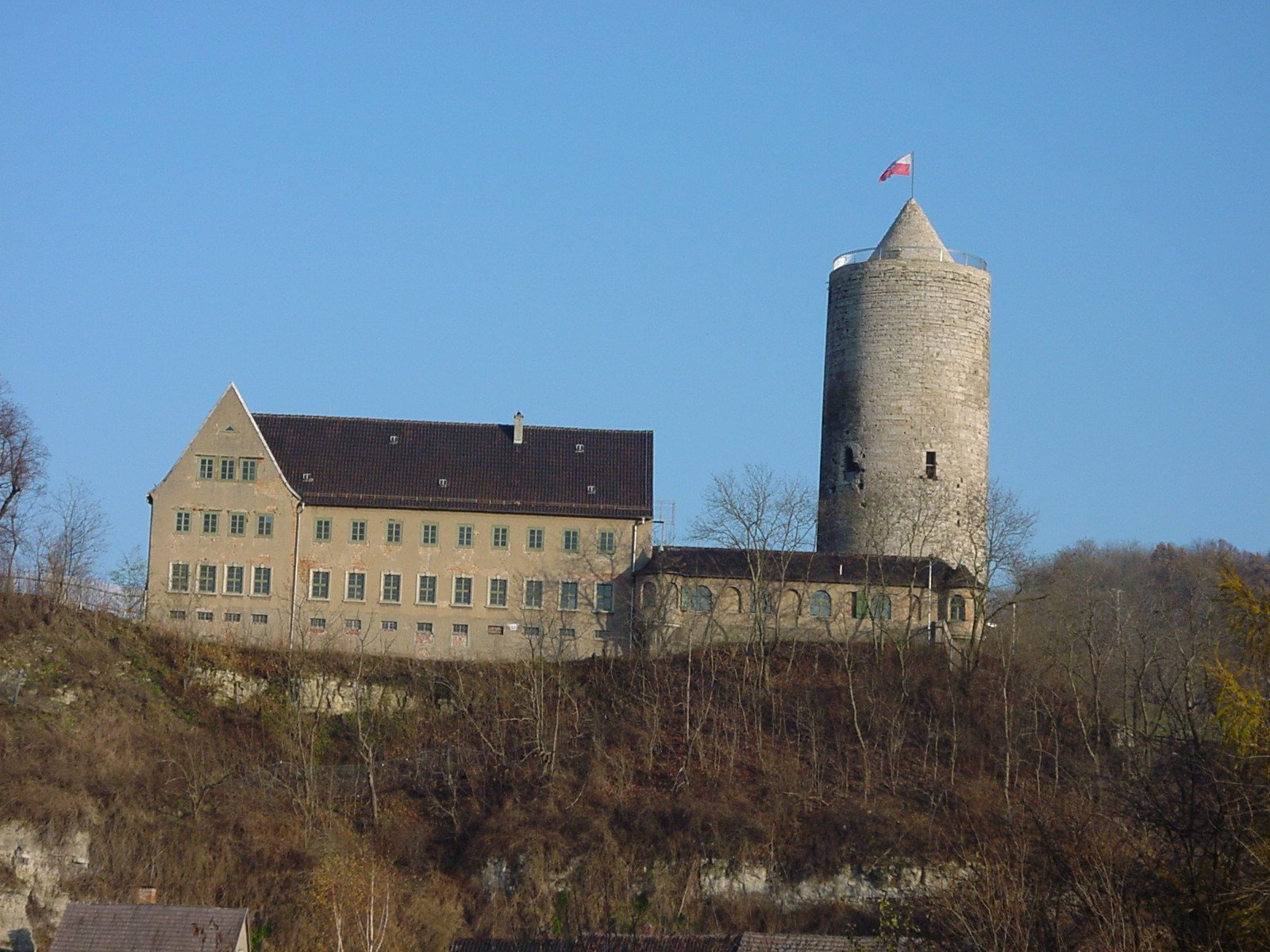
Burg

Die auf der rechten Saaleseite gelegene Burg Camburg befindet sich auf einem in Nord-Süd-Richtung verlaufenden Bergsporn, der durch einen tiefen Halsgraben in zwei Bereiche getrennt ist. Durch selbigen Graben führt seit dem 16. Jahrhundert eine wichtige Nord-Süd-Verbindung (Saaletal- oder Nürnberger Straße). In der zweiten Hälfte des 12. Jahrhunderts fassten die Wettiner auf der Camburg Fuß. Eine Burgkapelle wird erstmals 1213 erwähnt. Im 14. Jahrhundert war die Burg ein beliebtes Pfandobjekt; 1439 wurde sie an die Vitzthums verkauft. Im Sächsischen Bruderkrieg (1446–1451) schließlich wurde die Burg von Kurfürst Friedrich II. dem Sanftmütigen (1412–1464) zerstört. Lediglich der 37 Meter hohe Bergfried blieb erhalten. Auf dem heute als Matzberg oder Schlossberg bezeichneten Areal befand sich höchstwahrscheinlich eine zweiteilige Vorburg.
Anfang 1935 wurde auf der Unterburg eine Unterkunft der HJ und des BDM errichtet. Dafür wurde das vorher dort gelegene Gasthaus abgerissen und durch die noch heute vorhandenen Gebäude ersetzt.
Im Zusammenhang mit dem Bauvorhaben fanden unter Gotthard Neumann umfangreiche Ausgrabungsarbeiten statt. Die zu Tage geförderten Funde befinden sich zum Teil im Stadtmuseum Camburg.

## Kirchen
- Cyriaksruine
- St. Trinitatis (evangelisch)
- Mariä Himmelfahrt (katholisch)[17]

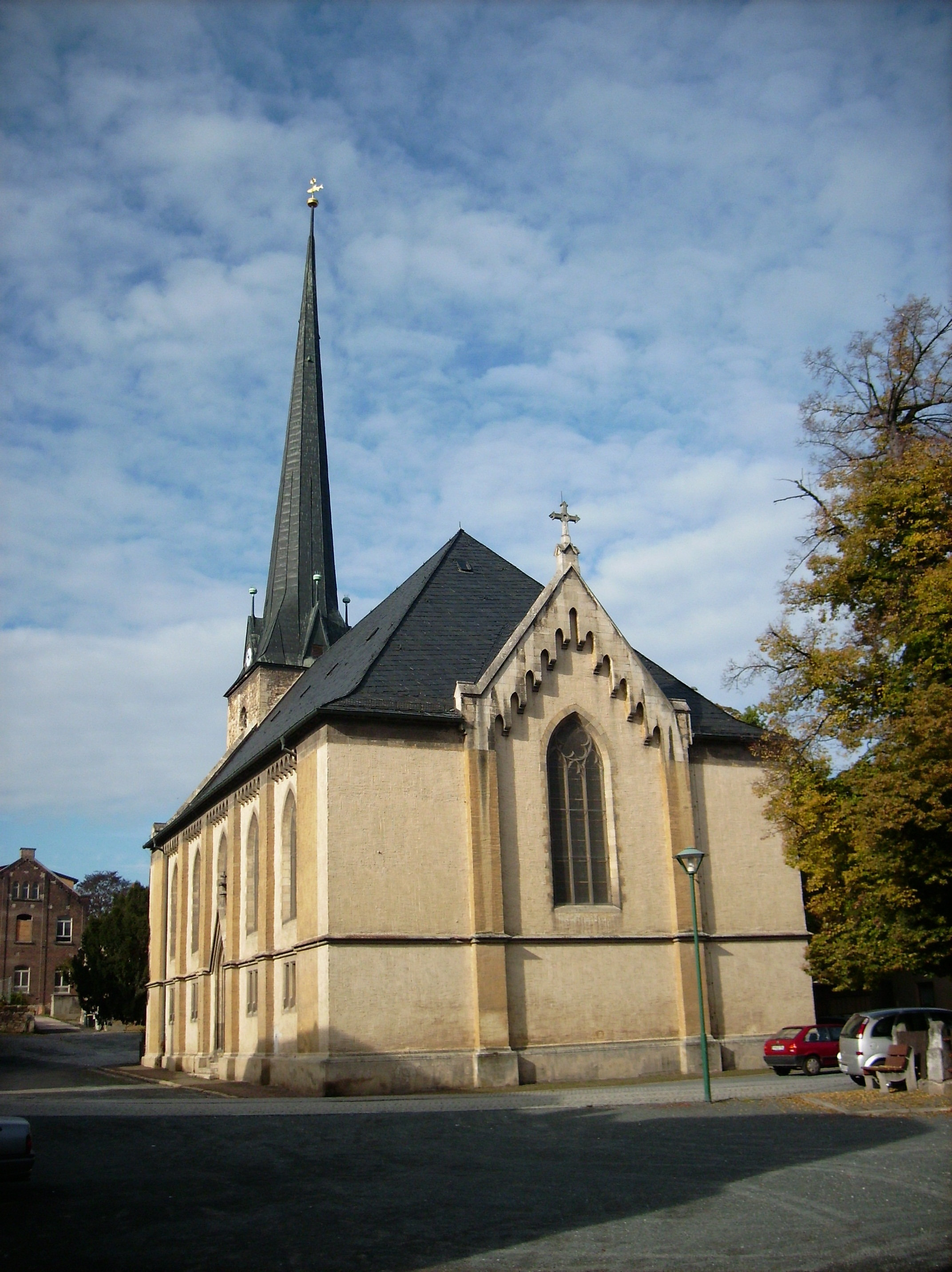
St. Trinitatis

Wegen der vielen Flüchtlinge und Heimatvertriebenen, die in Camburg und der Umgebung nach 1944 unterkamen, wurde 1954 der Grundstein für eine katholische Kirche St. Marien gelegt. Sie wurde zwei Jahre später fertig gestellt und im November 1956 durch Erzbischof Freusberg eingeweiht. Die Weihe des Glockenturms und der Glocke erfolgte 1958. Die Fresken, der Kreuzweg und das Dreifaltigkeitsbild wurden von Georg Nawroth gestaltet, die Muttergottes von Rudolf Brückner-Fuhlrott. Die Kirche stellt nunmehr als einzige ihrer Art im Saale-Holzland-Kreis ein wichtiges Baudenkmal der frühen DDR-Zeit dar.

## Entwicklung der Einwohnerzahl
Entwicklung der Einwohnerzahl (ab 31. Dezember 1994):
| - 1833: 1530 - 1994: 2948 - 1995: 2937 - 1996: 2900 - 1997: 2925 | - 1998: 2923 - 1999¹: 3136 - 2000: 3107 - 2001: 3074 - 2002: 3072 | - 2003: 3015 - 2004: 2991 - 2005: 2939 - 2006: 2899 |

¹ 1999: Eingemeindung von Zöthen (1998: 183 Einwohner)

## Hochwasserjahre
durch die Saale
- 1342, 1360, 1555, 1659.

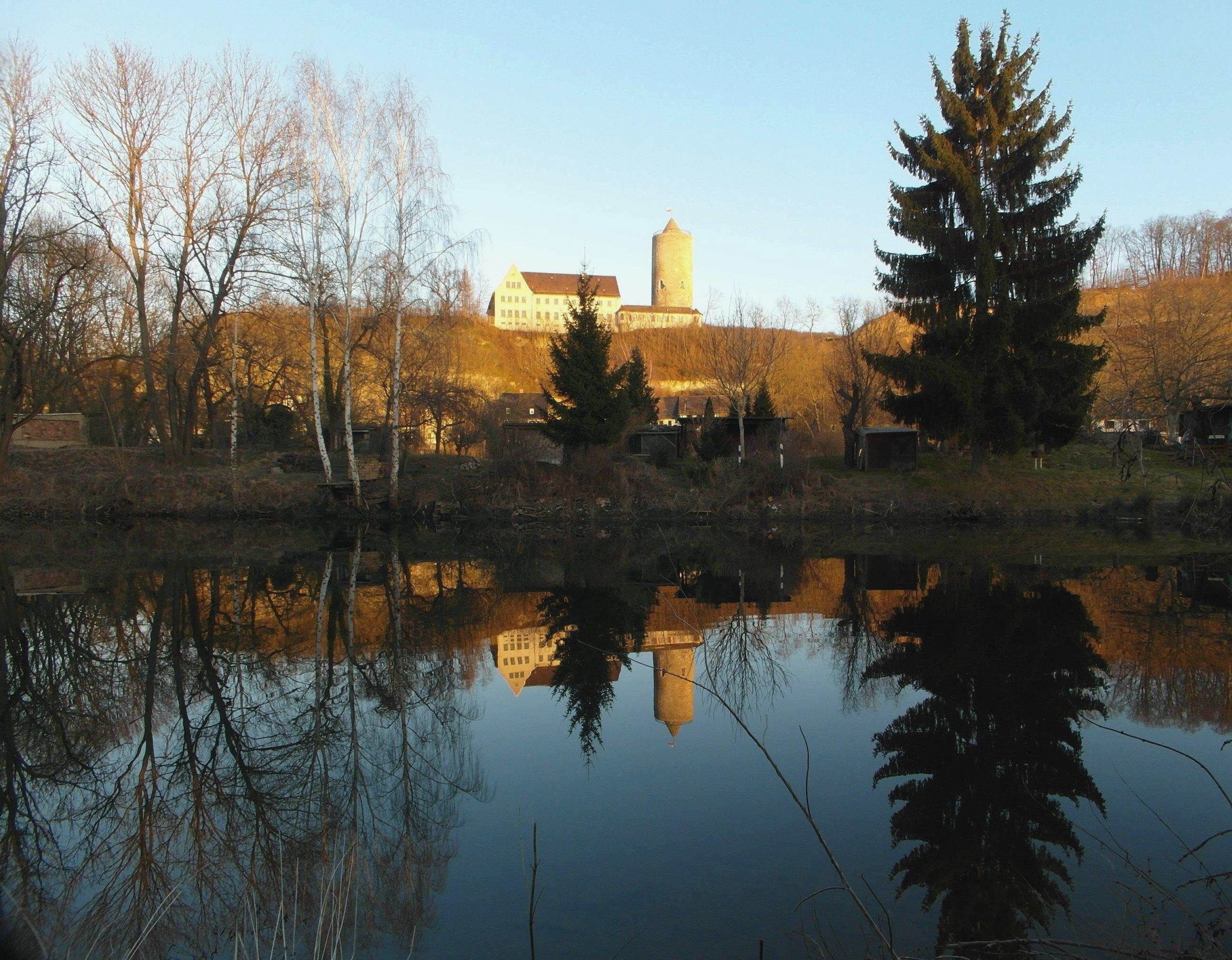
Im Spiegel der Saale, Burg Camburg

- 1622 und 1661 schwere Hochwasser, die die Brücke (und Häuser) zerstörten
- 1681, 1682, 1728, 1740 Wasser bis in die Kirche
- 1744, 1745, 1752, 1763, 1775, 1784, 1806, 1820, 1821, 1845.
- 27. Juni 1871: eine der höchsten Fluten (Quelle: C. Hölzer)
- 1890, 1909, 1961, 1965, 1994.

durch den Wonnitzer Bach
- 1739, 1755.

## Sehenswürdigkeiten

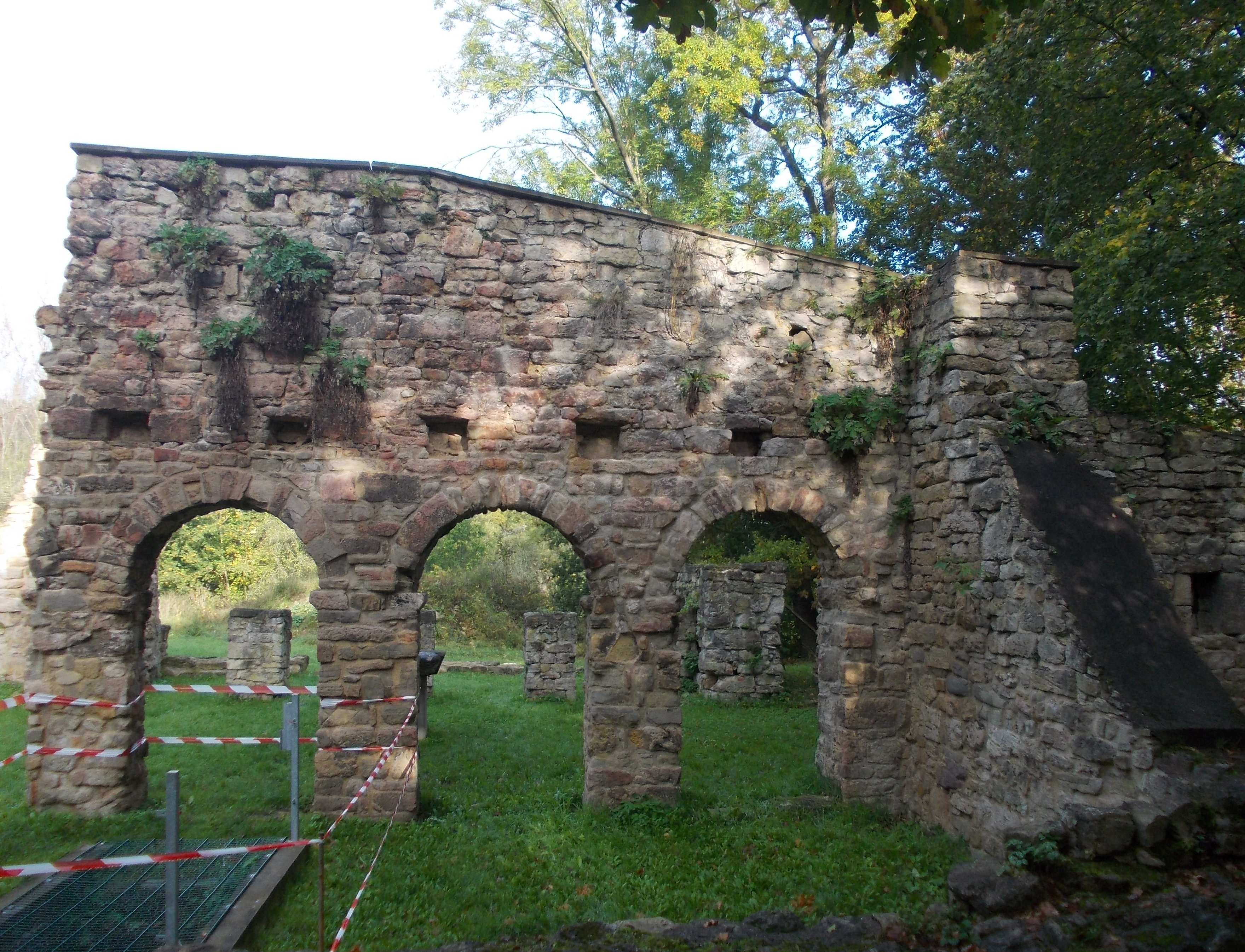
Cyriakskirche

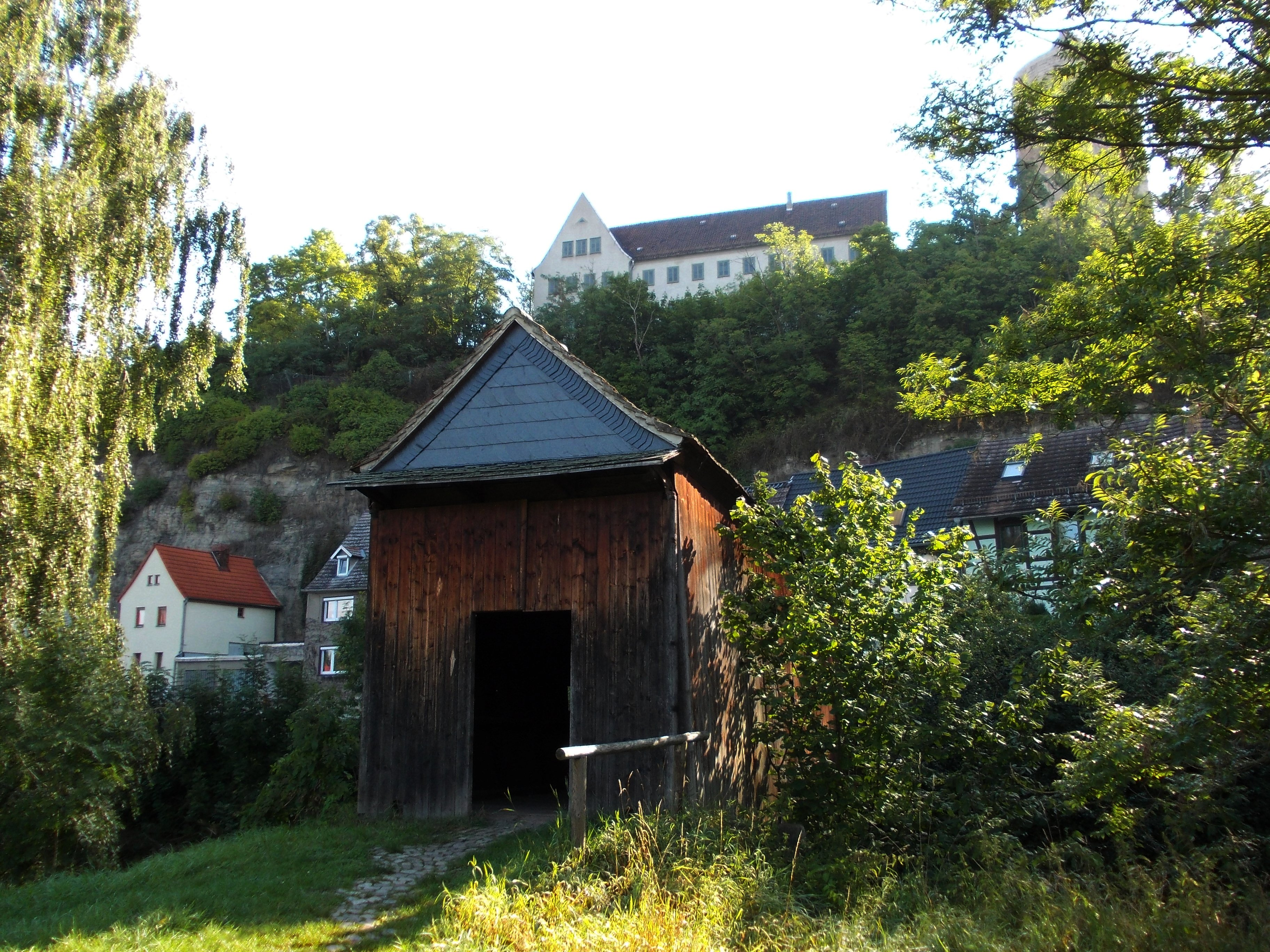
Hausbrücke Camburg

- das Stadtmuseum mit bedeutenden vor- und frühgeschichtlichen Funden und umfangreichem Ausstellungsmaterial zur Stadtgeschichte und traditionellen Handwerksberufen (inkl. mehrerer komplett in den Museumsbestand übergegangener Werkstätten)
- Die Ruine der Cyriakskirche nördlich der Stadt ist nach Ansicht einiger Historiker das einzige aus der Zeit der ersten Jahrtausendwende erhaltene Gebäude Thüringens.
- Das 1889 erbaute Rathaus im Stil der Neorenaissance
- die Hausbrücke aus dem 18. Jahrhundert über die Lache unterhalb der Burg
- das Klausloch, eine jungsteinzeitliche Höhle im Muschelkalkfelsen am Weg nach Tümpling die im Mittelalter als Wohnstatt für einen Klausner diente
- das Wappenhaus

## Gedenkstätten
- Ein Gedenkstein auf dem Platz des Friedens erinnert an die Opfer des Todesmarsches aus dem KZ Buchenwald, die im April 1945 durch den Ort getrieben wurden.
- Ein Kriegsgefallenendenkmal steht auf dem Camburger Friedhof.

## Persönlichkeiten

### Ehrenbürger
- Wilhelm Bender, Medizinalrat und 1870 Gründer der Freiwilligen Feuerwehr Camburg (5. März 1905)
- Paul von Hindenburg (1847–1934), Generalfeldmarschall[18]
- Herbert Teuscher, Erster Bürgermeister und Ausrichter der 1000-Jahr-Feier von Camburg (17. Juni 1991)
- Johann Herzog, Führendes Mitglied des Kulturbundes, engagiert um das Camburger Stadtmuseum (9. Mai 2001)
- Elke Lüdecke, 50 Jahre leitendes Ehrenamt (10. Dezember 2018)[19]

### Söhne der Stadt
- Friedrich Weise (1649–1735), Geistlicher, Theologe und Hochschullehrer
- Hans Karl Heinrich von Trautzschen (1730–1812), Dichter und Militärschriftsteller aus dem kursächsischen Heer
- Eduard Reichardt (1827–1891), Agrikulturchemiker
- Klaus Hermsdorf (1929–2006), Germanist

### Personen mit Bezug zum Ort
Sophie Mereau (1770–1806), Schriftstellerin, lebte in den Jahren 1800 und 1801 bei ihrer Stiefschwester in Camburg.